# Fritz Hünenberger
Friedrich Hünenberger, detto Fritz (14 marzo 1897 – 30 agosto 1976), è stato un sollevatore svizzero.
Conquistò due medaglie d'argento ai Giochi Olimpici di Anversa 1920 e Parigi 1924 e una medaglia d'oro ai campionati europei del 1921.